# Пфаффенгаузен
Пфаффенгаузен (нім. Pfaffenhausen) — громада в Німеччині, знаходиться в землі Баварія. Підпорядковується адміністративному округу Швабія. Входить до складу району Унтеральгой. Центр об'єднання громад Пфаффенгаузен.
Площа — 21,11 км2. Населення становить 2598 ос. (станом на 31 грудня 2020).

## Галерея

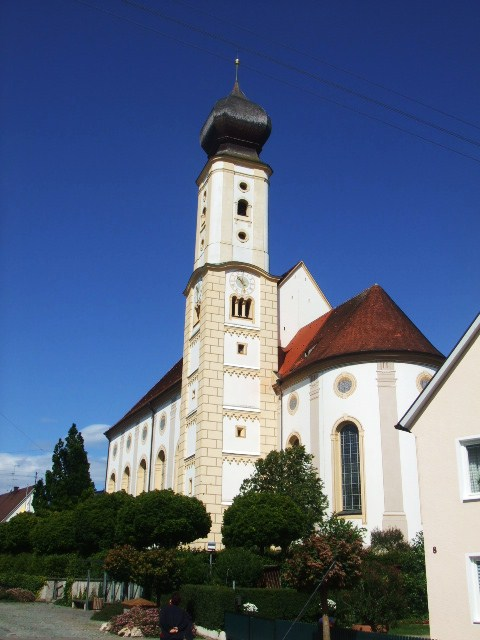
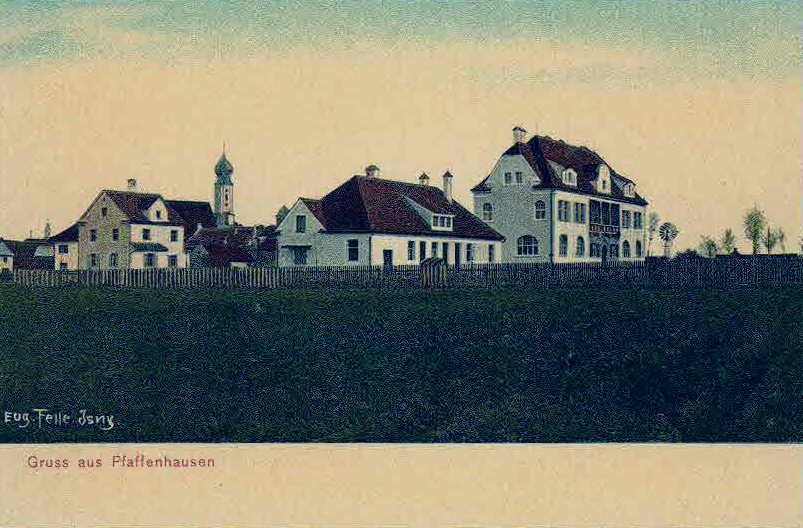